# Hasegawa Taro
Taro Hasegawa (sinh ngày 17 tháng 8 năm 1979) là một cầu thủ bóng đá người Nhật Bản.

## Sự nghiệp câu lạc bộ
Taro Hasegawa đã từng chơi cho Kashiwa Reysol, Albirex Niigata, Ventforet Kofu, Tokushima Vortis, Yokohama FC và Giravanz Kitakyushu.